# Schoenus brevifolius
Schoenus brevifolius là loài thực vật có hoa trong họ Cói. Loài này được R.Br. miêu tả khoa học đầu tiên năm 1810.